# جزیره شیطان (ایران)
جزیره شیطان تنها جزیره‌ ایرانی در دریای مکران است. این جزیره کوچک و در حال فرسایش در پسابندر  واقع شده و در واقع شرقی‌ترین جزیره ایران است. 
مردم بومی منطقه احتمالاً به علت ظاهر صخره‌ای این جزیره و برخورد امواج با آن نام شیطان را بر آن نهاده‌اند. دیگر احتمال نامگذاری شیطان بر روی این جزیره غرق شدن قایق‌های بسیار پس از برخورد با این جزیره است. از دیگر دلایل نامگذاری این جزیره می‌توان به پنهان شدن در زیر آب در هنگام مد و پدیدار شدن مجدد آن در هنگام جزر نام برد.
عرفان فکری در ویدیویی از مجموعه مستند گردشگری بینهایت عنوان کرد که دلیل نامگذاری این جزیره به نام جزیره شیطان غرق شدن مرموز قایق‌ها در این محدوده در هنگام شب بوده و دلیل آن نیز همان پنهان شدن جزیره در هنگام مد می‌باشد.